# Esja
Esja – łańcuch górski (914 m n.p.m.) usytuowany w południowo-zachodniej Islandii, w odległości 10 km na północ od Reykjavíku.